# Бурятська мова
Бурятська мова (бур. буряад хэлэн, вимова МФА: [burʲˈaːt xɛˈlɯŋ]) — одна з монгольських мов. Поширена в Бурятії, в Усть-Ординському Бурятському автономному окрузі, Агинському Бурятському автономному окрузі, а також у декількох селах Нижньоудинського, Зиминського і Ольхонського районів Іркутської області і в Акшинському, Кирінському, Дульдургинському, Каримському та Шилкинському районах Читинської області. Буряти живуть компактною групою в Чойбалсановському і Селенгинському аймаках на півночі Монголії, а баргу-буряти — в Хулунбуїрському аймаці автономного району Внутрішня Монголія на північному сході Китаю.
Загальна чисельність мовців  — близько 590 тис. осіб (2004), зокрема в Росії згідно з переписом 2002 року — 368 807 осіб, з них у Бурятії — 231 тисяча. У Китаї їх близько 100 тис. осіб, у Монголії 66 тис. осіб.[прояснити].

## Говори
Виділяють 5 говорів:

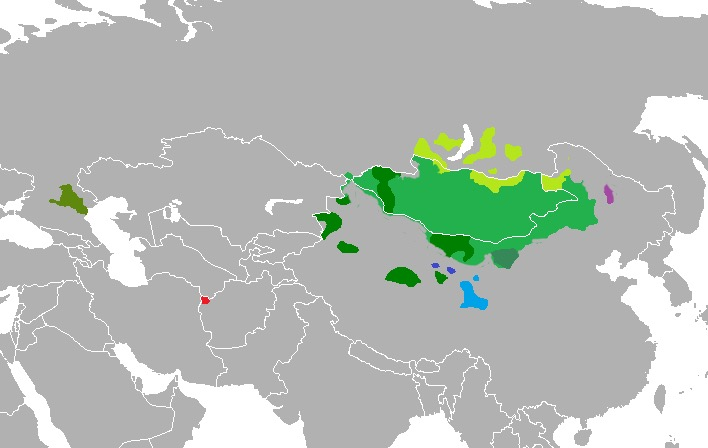
Бурятська мова серед інших мов монгольської мовної сім'ї

- Західний (ехиріт-булагатський) говір
- Східний (хорінський) говір
- Південний (цонголо-сартульський) говір
- Проміжний (хонгодорський) говір
- Баргу-бурятські (китайські) говори

Окремо стоять нижньоудинський і ононсько-хамниганський говори. Принцип розрізнення говорів ґрунтується, насамперед, на лексичних відмінностях, частково фонетичних відмінностях. У морфології немає істотних відмінностей, що перешкоджають взаєморозумінню носіїв різних говорів.
Західний і східний говори є найбільш ранньоутвореними говорами, що, однак, мали різні письмові традиції. Межі їх розповсюдження досить чіткі. Ці говори зазнали впливу різних культурних традицій, що відбилося на їх лексичному складі.
Південний говір утворився пізніше внаслідок змішування бурятських і монгольських говорів. Цей говір поширився серед східних бурят у XVII ст.

## Писемність

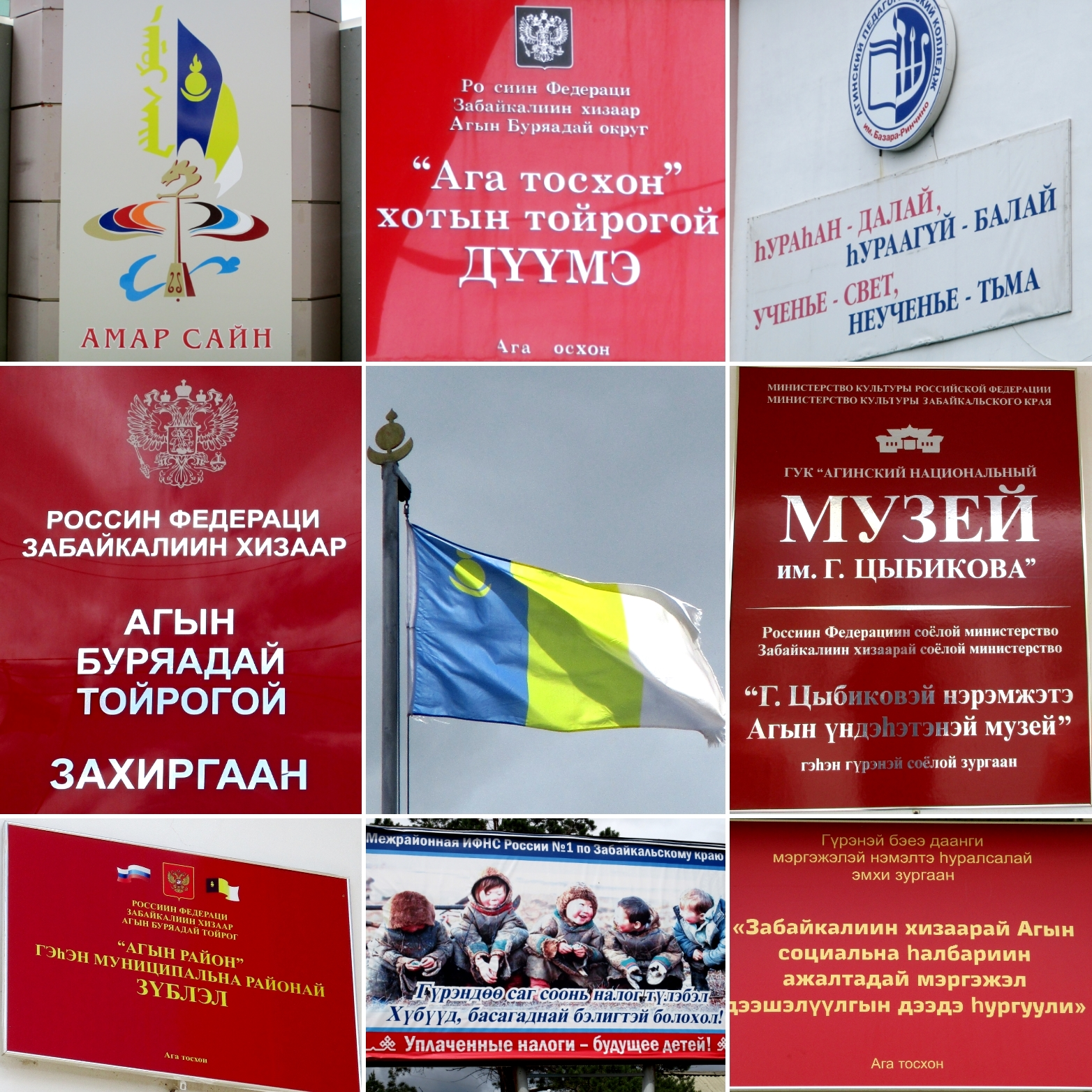
Приклади використання бурятської мови в публічному просторі Агінського

З кінця XVII ст. у діловодстві та релігійній практиці використовувалося монгольське письмо. Мова кінця XVII—XIX ст. умовно іменується давньобурятською мовою. Одним із перших творів бурятською мовою є «Подорожні записки» Дамба-Даржа Заягійна, що датована 1768 роком. Мовці західних говорів бурятської мови, однак, до революції користувалися російською писемністю дореформенного зразка та не були знайомі з монгольською писемністю.
У 1931 була запроваджена писемність на основі латиниці, з 1939 використовується писемність на основі кирилиці російського зразка з додаванням трьох додаткових букв.
Писемність та літературний стандарт бурятської мови офіційно змінювали тричі, кожного разу прагнучи наблизити літературну мову до розмовної. У 1936 році, на лінгвістичній конференції в Улан-Уде, за основу літературної мови було обрано хоринську говірку східного говору, зрозумілу більшості мовців бурятської мови.

### Латиниця
| A a | B b | C c | Ç ç | D d | E e | F f | G g |
| H h | I i | J j | K k | L l | M m | N n | O o |
| Ө ө | P p | R r | S s | Ş ş | T t | U u | V v |
| Y y | Z z | Ƶ ƶ |     |     |     |     |     |

### Кирилиця
| А а | Б б | В в | Г г | Д д | Е е | Ё ё | Ж ж |
| З з | И и | Й й | К к | Л л | М м | Н н | О о |
| Ө ө | П п | Р р | С с | Т т | У у | Ү ү | Ф ф |
| Х х | Һ h | Ц ц | Ч ч | Ш ш | Щ щ | Ъ ъ | Ы ы |
| Ь ь | Э э | Ю ю | Я я |     |     |     |     |

## Особливості
Специфічні риси фонетики: довгі та короткі голосні, дифтонги; губний сингармонізм; відсутність (у порівнянні з близькою монгольською мовою) африкат дж, ч.
Морфологію вирізняють 7 відмінків, певні відмінності від монгольської мови у часових формах дієслів.
Важливою синтаксичною рисою є оформлення суб'єкта в абсолютних оборотах родовим відмінком.
Лексика включає запозичення з китайської, старомонгольської, тибетської мов, а також з тюркських мов. В останні десятиліття йде активний процес запозичення з російської мови.
З XVII століття буряти користувалися старомонгольским письмом, якою велося діловодство, писались хроніки. З 1939 року буряти використовують кирилицю.

## Приклад
- «Заповіт» Тараса Шевченка бурятською мовою (переклав Цеден Галсанов).

| ЗАВЕЩАНИ Yхэхэдэм намайе Yргэн талын дунда Yндэр добын оройдо, Хабтагай дайдым Харагдан байхаар, Мушхараhан, зангираган Мүрэн Днээпрэйм Солгиоон ирасхалиинь Соностон байхаар, Инаг Украинадам Эрхэбишэ хүдөөлүүлхэт. Хоротон дайсадай Хүрин шуhанай Хүхэ далай уруу Украиинаhаам яагаад Урадхыйе — харахаб. Тиихэдэнь би Тэдэ хада, дайдые, Бүгэдынь орхин бодоод Бурхандаа мүргэхэб, Тэрэ болтор би Тооношгүйб бурханиие. Хүдөөлүүлээд намайгаа, Хүдэлэн бодогты! Түмэр шүдэрнүүдээ Tahapa сохигты! Дайсанай хорото шуhаар Дабтан сүлөө ологты! Иигээд намайгаа Агуу ехэ бүлэдөө, Сүлөө hайхан Шэнэ бүлэдөө Хоро, муулалгүйгөөр, Харин, зөөлэн үгөөр Дурдан hанахаяа Бу мартагты! |

(Джерело: Т. Г. Шевченко, Заповіт мовами народів світу, К., «Наукова думка», 1989)

## Мовні реформи Бурятії в Радянському Союзі
У вересні 1931 р. відбувся об'єднаний пленум ОК і ОКК ВКП(б), на якому в руслі рішень ЦК був сформульований курс на будівництво соціалістичної за змістом і національної за формою культури бурятського народу. У діяльності Інституту культури побачили викривлення лінії партії в розробці основних питань національно-культурного будівництва та дали основні настанови для подальшої роботи Інституту. Зокрема зазначалося, що старомонгольська писемність проникла в Бурятію з Монголії разом із ламаїзмом і до революції «служила в руках ламства, нойонатства та куркульства знаряддям гноблення неписемних трудящих». Теорія створення всемонгольської мови визнавалася панмонгольською і контрреволюційною. Перед Інститутом культури було поставлене завдання укладання нової літературної мови на основі східнобурятського (насамперед, селенгинського) діалекту. На початку 1930-х років розпочалася інтернаціоналізація бурятської мови й активне введення у неї російськомовних революційно-марксистських термінів.
Під час наступної реформи 1936 року відбулося переорієнтування на хорінський діалект. Реформа збіглася в часі з вторгненням Японії до Маньчжурії, тож мала на меті ізолювати бурятів від решти монгольського світу. У 1939 році бурятську мову було переведено на кирилицю, цей процес збігся в часі із активними репресіями бурятської інтелігенції, зокрема й науковців та державних діячів, що опікувалися питанням мовної реформи. Серед публіцист і літературний критик Дампілон, один із керівників Спілки письменників Бурят-Монголії Солбоне Туя, редактор газети «Буряад-Монголой унэн» Б. Ванчиков та інші. Їх було звинувачено у «засміченні бурятської мови панмонгольськими та ламсько-релігійними термінами», а також у контрреволюційних, панмонгольських перекручуваннях творів класиків марксизму-ленінізму, в монголізації рідної мови, а саме в «перекладі монгольською мовою із підбиранням реакційних буддійських феодально-теократичних, хан-ванівських слів, незрозумілих та недоступних населенню Радянської Бурятії».
З 1938 року російська мова вводилася як обов'язкова до вивчення з 1-го класу, цим самим закріплювалася бурятсько-російська двомовність. Зміна правопису, алфавіту і літературних норм, на яких ґрунтується мова, знизив престиж бурятської мови, закріплюючи російське панування в регіоні. У 1940-х в Радянському Союзі повністю припинився друк старомонгольською мовою. Так звані «панмонгольські», а власне монгольські та тибетські слова, масово замінювалися «інтернаціональними», тобто російськими.

## Штучна русифікація
Буряти є корінним народом Республіки Бурятія, тим не менш, сьогодні більшість мешканців республіки становлять люди російської національності. Згідно із Всесоюзним переписом населення 1989 року, у регіоні проживало близько 1 млн 38 тис. осіб, з них росіян — 726,2 тис. (70 %), бурятів — 249,5 тис. (24 %). Вже 20 років потому, згідно із Всеросійським переписом населення 2010 року, у Росії загалом проживало 461,4 тис. бурятів. Чисельність постійного населення Бурятії становила близько 972 тис. осіб, у тому числі 630,78 тис. (66,1 %) росіян, а також 286,84 тис. (30 %) бурятів.
Ще з часів існування Російської Імперії російська влада докладала зусиль для знищення національної та культурної ідентичності бурятів. Наприклад, в сучасній РФ заселені етнічними бурятами території поділені між Республікою Бурятія та Усть-Ординським Бурятським округом у складі Іркутської області, а також Агінським Бурятським округом у складі Забайкальського краю. Крім цих адміністративно-територіальних одиниць, буряти компактно проживають у деяких інших сусідніх районах Іркутської області та Забайкальського краю.
Одна із причин штучного розділення бурятів по різних адміністративних одиницях — розпочата ще в 20-ті роки ХХ ст. боротьба із так званим «панмонголізмом» і «бурятським націоналізмом». Прагнучи розірвати культурний, мовний та історичний зв'язок бурятмонголів із Монголією, радянська, а згодом і російська влада проводили рішучу політику русифікації, заселення Республіки Бурятія росіянами, заміну монгольської писемності на кириличну тощо. На даний момент ЮНЕСКО офіційно внесла бурятську мову до «Червоної книги мов, які перебувають під загрозою зникнення». Згідно із Всеросійським переписом населення 2010 року, в Республіці Бурятія бурятською мовою володіли 130,5 тис. осіб, або лише 13,4 % від загальної чисельності її населення. Наразі процес скорочення сфер використання бурятської мови триває. Російська мова обов'язкова для вивчення в бурятських школах, в той час, як вивчення бурятської мови є факультативним. Спостерігається брак бурятомовних видань, телеканалів, періодики тощо.